# Marcin Olejnik
Marcin Roman Olejnik OFM (ur. 18 lipca 1953 w Częstochowie, zm. 7 listopada 2016 tamże) – polski filozof, doktor habilitowany nauk humanistycznych, nauczyciel akademicki, duchowny katolicki, franciszkanin.

## Życiorys
Był absolwentem V Liceum Ogólnokształcącego w Częstochowie. W 1978 ukończył studia matematyczne na Uniwersytecie Śląskim. Będąc zobowiązanym do odpracowania studiów, podjął pracę w zakładach Mechaniki Precyzyjnej „Mera” w Błoniu. W 1979 wstąpił do jezuitów, u których przez rok przebywał w nowicjacie w Starej Wsi pod Brzozowem. Nowicjat przerwał i poprosił o przyjęcie do franciszkanów w Prowincji Wniebowzięcia NMP w Katowicach. Nowicjat odbył w klasztorze w Kobylinie w latach 1980–1981. Studia filozoficzno-teologiczne odbył w Wyższym Seminarium Duchownym Braci Mniejszych w Katowicach. Będąc klerykiem studiował jednocześnie logikę na Wydziale Filozoficznym Papieskiej Akademii Teologicznej w Krakowie (od 1983 roku). Profesję wieczystą złożył 10 lutego 1985 w Katowicach. Święcenia kapłańskie przyjął z rąk ks. biskupa Damiana Zimonia 26 marca 1986 w bazylice panewnickiej. Studia doktoranckie na PAT ukończył w 1989 roku. W latach 1989–1994 wykładał na rzymskim Antonianum oraz na Papieskim Uniwersytecie Laterańskim. Po powrocie do Polski w 1995 roku został wykładowcą seminarium panewnickiego. W 1996 został wykładowcą w Instytucie Zarządzania Politechniki Częstochowskiej. W 2012 Uniwersytet Papieski Jana Pawła II w Krakowie nadał mu stopień doktora habilitowanego nauk humanistycznych w zakresie filozofii. W latach 1999–2002 o. Olejnik był członkiem Sekcji Kształcenia i Sekcji Podstawowych Problemów Metrologii Komitetu Metrologii i Aparatury Naukowej Polskiej Akademii Nauk. W 2002 otrzymał Medal Komisji Edukacji Narodowej za szczególne zasługi dla oświaty i wychowania. W latach 2013–2015 prowadził audycje w Radiu Jasna Góra pt. „Przez matematykę do wiary”. Ojciec Olejnik zmarł na raka w szpitalu w Częstochowie 7 listopada 2016. Został pochowany w kwaterze franciszkanów na cmentarzu w Katowicach-Ligocie.

## Odznaczenia
- Medal Komisji Edukacji Narodowej (2002)